# Parque Nacional de Lore Lindu
O Parque Nacional de Lore Lindu é uma área florestal protegida na ilha indonésia de Celebes, na província de Celebes Centrais. O parque nacional tem 2.180 km ² abrangendo florestas de planície e de montanha (200 a 2.610 metros acima do nível médio do mar). Nele, são fornecidos habitats para inúmeras espécies raras, incluindo 77 espécies de aves endémicas de Celebes. O parque nacional é designado como parte da Rede Mundial de Reservas da Biosfera da UNESCO . Além da sua rica vida selvagem, o parque também contém megálitos que datam de ao menos 1300 a.C..
A forma mais acessível ao parque é através de Palu à Kamarora (50 quilômetros em 2:30 horas de carro). Devido à alta precipitação (até 4.000 mm por ano) na parte sul do parque, a melhor época para visitar é de julho a setembro.

## Geografia e clima
Os limites do parque são definidos pelo vale de Palolo ao norte, pelo vale de Napu ao leste e pelo vale de Bada ao sul. A fronteira ocidental é formada por uma série de vales estreitos, conhecidos coletivamente como vales de Kulawi. Os vales de Palolo, Napu, Lindu e Besoa já foram lagos, agora parcialmente cheios de sedimentos. O lago de Lindu (Danau Lindu) é o único grande lago remanescente atualmente. A altitude varia de 200 a 2.500 m acima do nível do mar.
O clima é tropical e de alta umidade. As temperaturas variam pouco ao longo do ano, entre 26 °C–32 °C em áreas baixas. A temperatura cai nas áreas altas para cerca de 6 °C a cada 1.100 metros de aumento de altitude. O período de chuva mais intenso ocorre durante as monções, de novembro a abril.

## Flora e fauna

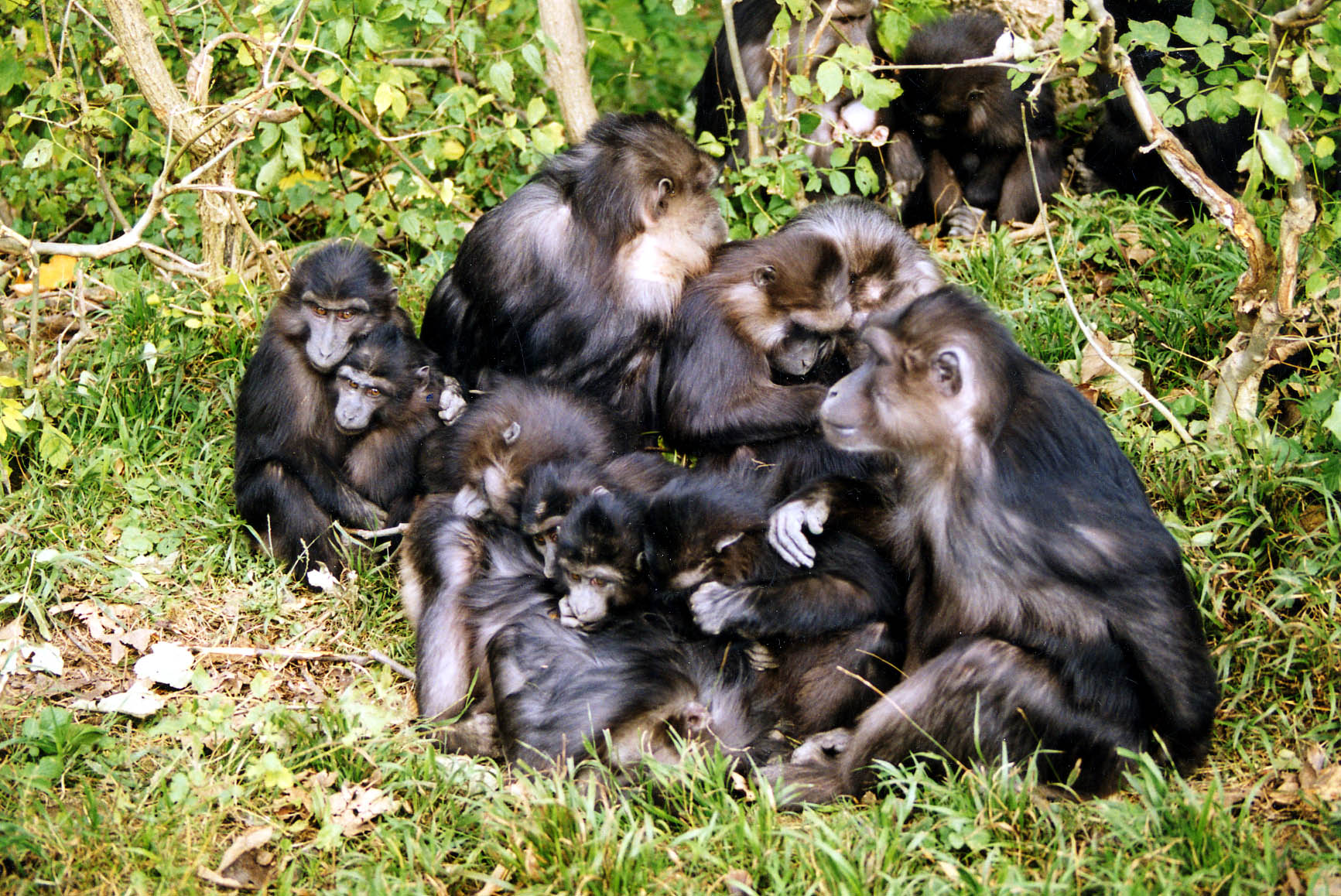
O parque fornece habitat para o macaco-Tonkean, endêmico de Celebes

O Parque Nacional de Lore Lindu abrange vários tipos de ecossistemas, incluindo florestas tropicais de planície, florestas submontanas, florestas de altitude, bem como florestas subalpinas, nas altitudes acima de 2.000 metros.
Espécies de planta encontradas no parque incluem o Eucalyptus deglupta, o Pterospermum celebicum, a Cananga odorata, o Gnetum gnemon, o Castanopsis argentea, a Agathis philippinensis, o Phyllocladus hypophyllus, plantas medicinais e Calamus rotang.
Os mamíferos endêmicos de Celebes encontrados no parque nacional incluem o macaco-Tonkean (Macaca tonkeana), a anoa das planícies (Bubalus depressicornis), a babirusa-de-Celebes-Setentrional (Babyrousa celebensis), o társio-pigmeu (Tarsius pumilus), o társio-de-Dian (Tarsius dianae), o urso-cuscus-de-Celebes (Ailurops ursinus), o cuscus-anão-de-Celebes (Strigocuscus celebensis), o rato-de-Celebes Taeromys celebensis), a civeta-de-palma-de-Celebes (Macrogalidia musschenbroekii) e morcego-frugívoro-de-cara-listrada-de-Celebes (Styloctenium wallacei). As aves endêmicas de Sulawesi encontradas em Lore Lindu incluem o maleo (Macrocephalon maleo), o abelharuco-purpúreo (Meropogon forsteni), a geomalia (Geomalia heinrichi) e muitas outras. Répteis e anfíbios incluem a cobra dourada (Elaphe erythrura e E. janseni) e o sapo-de-Celebes (Ingerophrynus celebensis). Os peixes Oryzias bonneorum e Oryzias sarasinorum, e o caranguejo Parathelphusid Parathelphusa linduensis são endêmicos do lago de Lindu.

## Megálitos

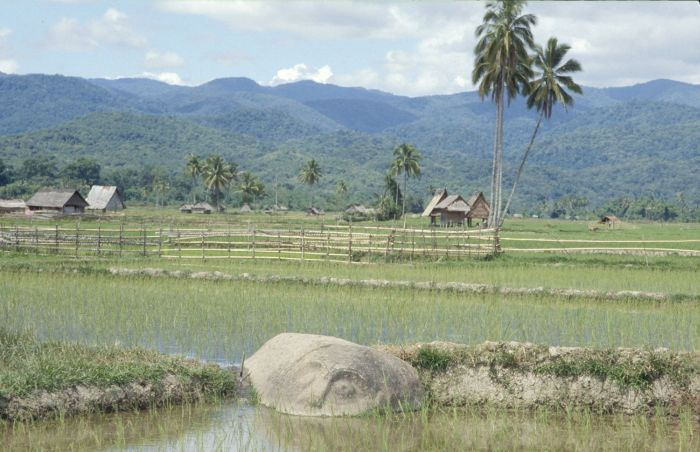
Pedra megalítica em um campo de arroz, Sulawesi Central ("Baula", vale de Bada)

Há mais de 400 megálitos de granito na área, dos quais cerca de 30 representam formas humanas. Eles variam em tamanho de alguns centímetros a cerca de 4,5 metros. O propósito original dos megálitos é desconhecido. Outras formações rochosas na área são grandes potes de pedra (Kalamba) acompanhados de tampas de pedra (Tutu'na). Os megálitos estão espalhados pelos vales de Napu, Behoa (Sítio Megalítico de Pokekea) e Bada. Vários estudos arqueológicos dataram as esculturas entre 3000 a.C. e 1300 d.C.

## Ocupação humana

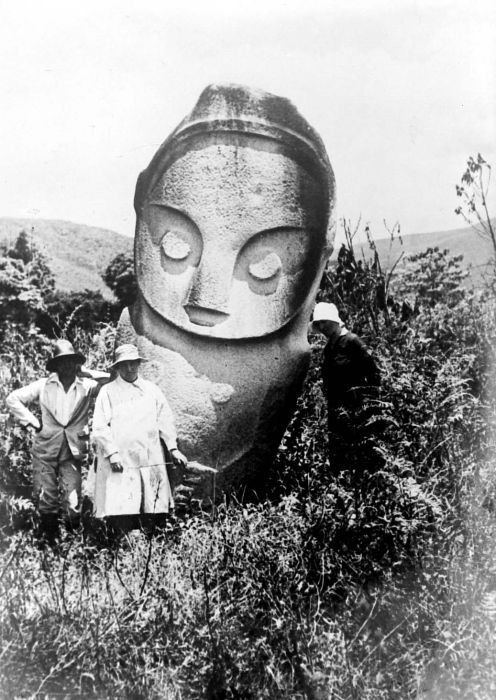
Três europeus perto de um megálito ("Palindo", vale de Bada)

Ao redor do parque há 117 vilas, das quais 62 estão localizadas nas fronteiras do parque e uma está dentro do parque. A população local pertence aos grupos étnicos de Kaili, Kulavi e Lore. Há também imigrantes de Celebes Meridional, Java e Bali.

## Conservação e ameaças
Lore Lindu foi declarada Reserva da Biosfera pela UNESCO em 1978. O parque nacional foi formado pela fusão de três reservas preexistentes: a Reserva Natural de Lore Kalamanta, a Floresta de Recreação e Proteção do Lago Lindu e a Reserva de Vida Selvagem de Lore Lindu. Enquanto em 1982 uma área de 2.310 km ² foi designada ao parque nacional, quando o parque foi oficialmente criado em 1999, seu tamanho foi reduzido para 2.180 km ².
A desflorestação resultante da exploração madeireira ilegal e da invasão de terras para atividades agrícolas constitui uma das principais ameaças ao parque. Os objetivos para a gestão incluem a conscientização da importância da preservação das florestas e a aplicação da lei.
Desde 2000, o Centro de Pesquisa Colaborativa Indonésio-Alemão (STORMA) vem investigando intensivamente o Parque Nacional de Lore Lindu e sua zona-tampão. A análise da STORMA sobre o efeito da proteção ambiental no nível de desmatamento no parque sugere uma redução da taxa de desmatamento em cerca de 9% em decorrência do status de área protegida do parque. Esta estimativa foi baseada numa metodologia que envolve o método de correspondência de pontuação de propensão em vez de uma comparação convencional por imagens de satélite.

## Turismo
Para impulsionar o turismo, o Parque Nacional de Lore Lindu investiu em estradas de acesso, eletricidade, água limpa e resorts para que visitantes possam usufruir dos locais de reprodução das aves (notadamente o Macrocephalon maleo), e o lago de Tambing. Hoje em dia, visitantes são em grande parte estudantes universitários e pesquisadores internacionais.